# Чиста Околина
„Чиста Околина“ (на македонска литературна норма: Чиста Околина) е музикална група в Скопие, сред първите хип-хоп групи в Република Македония.
Създадена е през 1988 година от Ристо Солунчев, Рифат Емин и Гордан Стойковски. Групата има само 1 албум – „Новиот аспект на старата школа“ (Новият аспект на старата школа), издаден в 1996 година на касета в автоиздание и преиздаден в 2000 година на компактдиск от инди-лейбъл „Литиум рекърдс“. Групата се разпада в края на 2001 година.
Днес фронтменът Ристо Солунчев е певец в мъжки византийски хор „Хармосини“. От 2009 до 2012 години Солунчев и Хармосини са членове на пост-пънк група „Мизар“.
Групата са преформира в 2012 г. и записва новата песен „Що е со рапот“ („Що е с рапа“).